# Mesospio moorei
Mesospio moorei är en ringmaskart som beskrevs av Gravier 1911. Mesospio moorei ingår i släktet Mesospio och familjen Spionidae. Inga underarter finns listade i Catalogue of Life.